# Segretario generale della NATO
Il segretario generale della NATO (in inglese: Secretary General of NATO, in francese: Secrétaire général de l'OTAN) è un alto ufficiale diplomatico che rappresenta l'Organizzazione del Trattato dell'Atlantico del Nord a livello internazionale.

## Prerogative
È nominato dai governi membri per un periodo di quattro anni, rinnovabile e che può essere prorogato di comune accordo.
Presiede il Consiglio (North Atlantic Council) e a lui riferisce il presidente del Comitato militare, responsabile del Comitato militare dell'Organizzazione. È affiancato dal Vicesegretario generale (Deputy Secretary General, NATO DSG).
Il primo segretario generale, nominato nel 1952, è stato Hastings Lionel Ismay. Dall'ottobre 2024, ricopre la carica di segretario generale l'ex Ministro-presidente dei Paesi Bassi Mark Rutte.

## Cronotassi
| Nº | Segretario generale | Segretario generale | Segretario generale                         | Mandato          | Mandato           | Nazione        | Partito                                         | Incarico precedente                                   |
| Nº | Segretario generale | Segretario generale | Segretario generale                         | Inizio           | Fine              | Nazione        | Partito                                         | Incarico precedente                                   |
| -- | ------------------- | ------------------- | ------------------------------------------- | ---------------- | ----------------- | -------------- | ----------------------------------------------- | ----------------------------------------------------- |
| 1  |                     |                     | Hastings Lionel Ismay (1887-1965)           | 4 aprile 1952    | 16 maggio 1957    | Regno Unito    | Indipendente                                    | Segretario di Stato per le relazioni del Commonwealth |
| 2  |                     |                     | Paul-Henri Spaak (1899-1972)                | 16 maggio 1957   | 21 aprile 1961    | Belgio         | Partito Socialista Belga                        | Primo ministro del Belgio                             |
| 3  |                     |                     | Dirk Stikker (1897-1979)                    | 21 aprile 1961   | 1º agosto 1964    | Paesi Bassi    | Partito Popolare per la Libertà e la Democrazia | Ministro degli affari esteri dei Paesi Bassi          |
| 4  |                     |                     | Manlio Brosio (1897-1980)                   | 1º agosto 1964   | 1º ottobre 1971   | Italia         | Partito Repubblicano Italiano                   | Ambasciatore d'Italia nel Regno Unito                 |
| 5  |                     |                     | Joseph Luns (1911-2002)                     | 1º ottobre 1971  | 25 giugno 1984    | Paesi Bassi    | Indipendente                                    | Ministro degli affari esteri dei Paesi Bassi          |
| 6  |                     |                     | Peter Carington (1919-2018)                 | 25 giugno 1984   | 1º luglio 1988    | Regno Unito    | Partito Conservatore                            | Segretario di Stato per le relazioni del Commonwealth |
| 7  |                     |                     | Manfred Wörner (1939-1994)                  | 1º luglio 1988   | 13 agosto 1994    | Germania Ovest | Unione Cristiano-Democratica di Germania        | Ministro della difesa della Germania Ovest            |
| –  |                     |                     | Sergio Balanzino (ad interim) (1934-2018)   | 13 agosto 1994   | 17 ottobre 1994   | Italia         | Indipendente                                    | Vicesegretario generale della NATO                    |
| 8  |                     |                     | Willy Claes (1938)                          | 17 ottobre 1994  | 20 ottobre 1995   | Belgio         | Partito Socialista                              | Ministro degli affari esteri del Belgio               |
| –  |                     |                     | Sergio Balanzino (ad interim) (1934-2018)   | 20 ottobre 1995  | 5 dicembre 1995   | Italia         | Indipendente                                    | Vicesegretario generale della NATO                    |
| 9  |                     |                     | Javier Solana (1942)                        | 5 dicembre 1995  | 6 ottobre 1999    | Spagna         | Partito Socialista Operaio Spagnolo             | Ministro degli affari esteri della Spagna             |
| 10 |                     |                     | George Robertson (1946)                     | 14 ottobre 1999  | 17 dicembre 2003  | Regno Unito    | Partito Laburista                               | Segretario di Stato per la difesa                     |
| –  |                     |                     | Alessandro Minuto-Rizzo (ad interim) (1940) | 17 dicembre 2003 | 1º gennaio 2004   | Italia         | Indipendente                                    | Vicesegretario generale della NATO                    |
| 11 |                     |                     | Jaap de Hoop Scheffer (1948)                | 1º gennaio 2004  | 31 luglio 2009    | Paesi Bassi    | Appello Cristiano Democratico                   | Ministro degli affari esteri dei Paesi Bassi          |
| 12 |                     |                     | Anders Fogh Rasmussen (1953)                | 1º agosto 2009   | 30 settembre 2014 | Danimarca      | Venstre                                         | Ministro di Stato della Danimarca                     |
| 13 |                     |                     | Jens Stoltenberg (1959)                     | 1º ottobre 2014  | 1º ottobre 2024   | Norvegia       | Partito Laburista                               | Ministro di Stato della Norvegia                      |
| 14 |                     |                     | Mark Rutte (1967)                           | 1º ottobre 2024  | In carica         | Paesi Bassi    | Partito Popolare per la Libertà e la Democrazia | Ministro-presidente dei Paesi Bassi                   |

## Provenienza
La provenienza nazionale dei segretari generali è sintetizzata nella seguente tabella:
| Posizione | Stato       | Numero | Segretari generali                     |
| --------- | ----------- | ------ | -------------------------------------- |
| 1         | Paesi Bassi | 4      | Stikker, Luns, De Hoop Scheffer, Rutte |
| 2         | Regno Unito | 3      | Ismay, Carington, Robertson            |
| 3         | Belgio      | 2      | Spaak, Claes                           |
| 4         | Italia      | 1      | Brosio                                 |
| 4         | Germania    | 1      | Wörner                                 |
| 4         | Spagna      | 1      | Solana                                 |
| 4         | Danimarca   | 1      | Rasmussen                              |
| 4         | Norvegia    | 1      | Stoltenberg                            |

## Segretario generale delegato
Cronotassi dei segretari generali delegati (vice segretari) della NATO:
| Nº | Vice segretario          | Nazione            | Mandato        |
| -- | ------------------------ | ------------------ | -------------- |
| 1  | Jonkheer van Vredenburch | Paesi Bassi        | 1952–1956      |
| 2  | Baron Adolph Bentinck    | Paesi Bassi        | 1956–1958      |
| 3  | Alberico Casardi         | Italia             | 1958–1962      |
| 4  | Guido Colonna di Paliano | Italia             | 1962–1964      |
| 5  | James A. Roberts         | Canada             | 1964–1968      |
| 6  | Osman Olcay              | Turchia            | 1969–1971      |
| 7  | Paolo Pansa Cedronio     | Italia             | 1971–1978      |
| 8  | Rinaldo Petrignani       | Italia             | 1978–1981      |
| 9  | Eric da Rin              | Italia             | 1981–1985      |
| 10 | Marcello Guidi           | Italia             | 1985–1989      |
| 11 | Amedeo de Franchis       | Italia             | 1989–1994      |
| 12 | Sergio Balanzino         | Italia             | 1994–2001      |
| 13 | Alessandro Minuto Rizzo  | Italia             | 2001–2007      |
| 14 | Claudio Bisogniero       | Italia             | 2007–2012      |
| 15 | Alexander Vershbow       | Stati Uniti        | 2012–2016      |
| 16 | Rose Gottemoeller        | Stati Uniti        | 2016–2019      |
| 17 | Mircea Geoană            | Romania            | 2019–2024      |
| 18 | Radmila Šekerinska       | Macedonia del Nord | 2024-in carica |